# Edinburg (Maine)
Edinburg ist eine Town im Penobscot County des Bundesstaates Maine in den Vereinigten Staaten. Im Jahr 2020 lebten dort 134 Einwohner in 64 Haushalten auf einer Fläche von 90,68 km².

## Geografie
Nach dem United States Census Bureau hat Edinburg eine Gesamtfläche von 90,68 km², welche keine Gewässerflächen, sondern nur Landflächen beinhaltet.

### Geografische Lage
Edinburg liegt im Süden des Penobscot Countys. Die östliche Begrenzung des Gebietes der Town bildet der Penobscot River. Weitere kleinere Flüsse durchziehen mit südlicher Fließrichtung das Gebiet. Sie münden alle im Penobscot River. Es gibt keine Seen auf dem Gebiet. Die Oberfläche ist eben, ohne nennenswerte Erhebungen.

### Nachbargemeinden
Alle Entfernungen sind als Luftlinien zwischen den offiziellen Koordinaten der Orte aus der Volkszählung 2010 angegeben.
- Norden: Howland, 11,2 km
- Nordosten: Enfield, 15,3 km
- Osten: Passadumkeag, 7,9 km
- Südosten: Penobscot Indian Island Reservation, 14,0 km
- Süden: Argyle, Unorganized Territory, 10,6 km
- Westen: LaGrange, 9,4 km

### Stadtgliederung
In Edinburg gibt es kein definiertes Siedlungsgebiet. Die Häuser liegen zumeist entlang der Maine State Route 116, die parallel zum Penobscot River verläuft.

### Klima
Die mittlere Durchschnittstemperatur in Edinburg liegt zwischen −7,8 °C (18 °F) im Januar und 20,6 °C (69 °F) im Juli. Damit ist der Ort gegenüber dem langjährigen Mittel der USA um etwa 9 Grad kühler. Die Schneefälle zwischen Oktober und Mai liegen mit bis zu zweieinhalb Metern mehr als doppelt so hoch wie die mittlere Schneehöhe in den USA; die tägliche Sonnenscheindauer liegt am unteren Rand des Wertespektrums der USA.

## Geschichte
Die Besiedlung des Gebietes startete im Jahr 1827. Am 31. Januar 1835 wurde Edinburg als eigenständige Town organisiert. Zuvor wurde das Gebiet Township No. 1 Old Indian Purchase, West of Penobscot River (T1 OIP WPR) genannt. Weitere Bezeichnungen waren in einer Zeichnung: Township No. 1, First Range (Township No. 1, Second Range, being now part of Lagrange).

### Einwohnerentwicklung
| Volkszählungsergebnisse – Town of Edinburg, Maine | Volkszählungsergebnisse – Town of Edinburg, Maine | Volkszählungsergebnisse – Town of Edinburg, Maine | Volkszählungsergebnisse – Town of Edinburg, Maine | Volkszählungsergebnisse – Town of Edinburg, Maine | Volkszählungsergebnisse – Town of Edinburg, Maine | Volkszählungsergebnisse – Town of Edinburg, Maine | Volkszählungsergebnisse – Town of Edinburg, Maine | Volkszählungsergebnisse – Town of Edinburg, Maine | Volkszählungsergebnisse – Town of Edinburg, Maine | Volkszählungsergebnisse – Town of Edinburg, Maine |
| Jahr                                              | 1800                                              | 1810                                              | 1820                                              | 1830                                              | 1840                                              | 1850                                              | 1860                                              | 1870                                              | 1880                                              | 1890                                              |
| ------------------------------------------------- | ------------------------------------------------- | ------------------------------------------------- | ------------------------------------------------- | ------------------------------------------------- | ------------------------------------------------- | ------------------------------------------------- | ------------------------------------------------- | ------------------------------------------------- | ------------------------------------------------- | ------------------------------------------------- |
| Einwohner                                         |                                                   |                                                   |                                                   |                                                   | 52                                                | 93                                                | 48                                                | 55                                                | 45                                                | 54                                                |
| Jahr                                              | 1900                                              | 1910                                              | 1920                                              | 1930                                              | 1940                                              | 1950                                              | 1960                                              | 1970                                              | 1980                                              | 1990                                              |
| Einwohner                                         | 65                                                | 45                                                | 41                                                | 45                                                | 34                                                | 36                                                | 19                                                | 67                                                | 126                                               | 107                                               |
| Jahr                                              | 2000                                              | 2010                                              | 2020                                              | 2030                                              | 2040                                              | 2050                                              | 2060                                              | 2070                                              | 2080                                              | 2090                                              |
| Einwohner                                         | 98                                                | 131                                               | 134                                               |                                                   |                                                   |                                                   |                                                   |                                                   |                                                   |                                                   |

## Wirtschaft und Infrastruktur

### Verkehr
Edinburg liegt an der Interstate 95, die durch die südöstliche Ecke der Town führt. Die Maine State Route 116 verläuft in nordsüdlicher Richtung parallel zum Penobscot River entlang der östlichen Grenze der Town.

### Öffentliche Einrichtungen
In Edinburg gibt es keine medizinischen Einrichtungen oder Krankenhäuser. Nächstgelegene Einrichtungen für die Bewohner von Edinburg  befinden sich in Howland.
Edinburg besitzt keine eigene Bücherei. Die nächstgelegenen befinden sich in Enfield und Howland.

### Bildung
Edinburg gehört mit Burlington, Lowell, Enfield, Howland, Maxfield, Passadumkeag und Seboeis zum School Administrative Unit 31. Im Schulbezirk stehen folgende Schulen zur Verfügung:
- Penobscot Valley High School in Howland, mit Schulklassen vom 9. bis zum 12. Schuljahr
- Hichborn Middle School in Howland, mit Schulklassen vom 6. bis zum 8. Schuljahr
- Enfield Station School in Enfield, mit Schulklassen von Pre-Kindergarten bis zum 5. Schuljahr